# Episema hispana
Episema hispana är en fjärilsart som beskrevs av Jean Baptiste Boisduval 1832. Episema hispana ingår i släktet Episema och familjen nattflyn. Inga underarter finns listade i Catalogue of Life.